# Oktoberfolket
Oktoberfolket (originaltitel Something Wicked This Way Comes) är en roman i genren skräckfantasy av Ray Bradbury från 1962. Den utkom i svensk översättning 1964 i översättning av Jonason Olov.
Boken handlar om ett mystiskt och ondskefullt tivoli kommer till staden. Boken filmades 1983 under samma namn.